# Wilmar Schaufeli
Wilmar B. Schaufeli (1953) is een Nederlands arbeids- en organisatiepsycholoog, klinisch psycholoog en hoogleraar Arbeids- en organisatiepsychologie aan de Universiteit Utrecht, aan de Katholieke Universiteit Leuven en aan de Universitat Jaume I te Castellón. In 2018 ging hij met emeritaat in Leuven, in 2019 in Utrecht. In 2019 werd hij benoemd tot officier in de Orde van Oranje-Nassau.

## Levensloop
Schaufeli studeerde klinische psychologie aan de Rijksuniversiteit Groningen tot 1978 en promoveerde daar in 1988 summa cum laude in de psychologie op zijn proefschrift getiteld Unemployment and Psychological Health: An Investigation among Dutch Professionals.
In 1978 werd hij benoemd tot universitair docent aan de Rijksuniversiteit Groningen. In 1985 vervolgde hij zijn loopbaan als universitair hoofddocent aan de Radboud Universiteit Nijmegen. In 1994 werd hij hoogleraar aan de Universiteit Utrecht waar hij in 2019 met emeritaat ging. Daarnaast was hij sinds 2007 als senior consultant verbonden aan een Nederlands adviesbureau op het gebied van training en scholing. Hij was onder meer voorzitter van de interuniversitaire onderzoekschool Psychology & Health (1988-1994). Van 2014 tot 2018 was hij ook onderzoekshoogleraar aan de Katholieke Universiteit Leuven.

## Werk
Schaufeli's onderzoeksinteressen lagen aanvankelijk bij het welzijn van werkloze jongeren. Later breidde hij dat uit naar het welzijn van werkenden in het algemeen.

### Burn-out en bevlogenheid
Hij is in bredere kring bekend als expert op het gebied van burn-out. In dit verband werkte hij onder andere samen met Bram Buunk, Arnold B. Bakker en Toon W. Taris, en auteur van de bekendste Nederlandse test op dit gebied, de Utrechtse Burnout Schaal (UBOS, ontwikkeld met Dirk van Dierendonck).
Begin 2000 verlegde hij zijn interesse in de richting van de tegenpool van burn-out, namelijk bevlogenheid. Ook hier ontwikkelde hij een Nederlandse test voor, de zogenaamde Utrechtse Bevlogenheidsschaal (UBES, ontwikkeld met Arnold B. Bakker). Vervolgens verrichtte Schaufeli veel onderzoek op het gebied van workaholisme.

## Publicaties
Schaufeli publiceerde bijna 500 artikelen en boeken. Een selectie:
- Schaufeli, W.B. (1990). Opgebrand: Over de achtergronden van werkstress - het burnout-syndroom, Ad Donker, Rotterdam
- Schaufeli, W.B. & Enzmann, D. (1998). The burnout companion to study and research: A critical analysis, Taylor & Francis, Londen
- Schaufeli, W.B., & Bakker, A.B. (Red.) (2007). De psychologie van arbeid en gezondheid, Bohn Stafleu Van Loghum, Houten

- Bibsys: 90687995
- Bibliothèque nationale de France: cb14464677v (data)
- CiNii: DA08273437
- Gemeinsame Normdatei: 1055748997
- International Standard Name Identifier: 0000 0000 8181 7266
- Library of Congress Control Number: n88081424
- NARCIS: PRS1237842
- Bibliotheek van het Japanse parlement: 001123493
- Nationale Bibliotheek van Tsjechië: ntk20201074494
- Nationale Bibliotheek van Israël: 987007334085005171
- Nederlandse Thesaurus van Auteursnamen: 073779563
- ORCID: 0000-0002-6070-7150
- ResearcherID: B-9645-2013
- Réseau des bibliothèques de Suisse occidentale: 02-A003793245
- Système universitaire de documentation: 08731195X
- Virtual International Authority File: 113766715
- WorldCat: E39PBJyMkVYQvMhfVr6XQJH6Kd